# Автопоїзд C-Zug
Автопоїзд С-Zug вироблявся у ході Першої світової війни для Збройних сил Австро-Угорщини компанією Austro-Daimler на базі автопоїздів А-Zug, В-Zug (1916–1918).
У Збройних силах Австро-Угорщини першими у світі 1905 розпочали розробляти артилерійські тягачі на моторній тязі. На основі досліджень Фердинанд Порше розробив оригінальну конструкцію автопоїзда, коли тягач не тягнув за собою навантажені причепи, а кожен з причепів пересувався самостійно за допомогою своїх привідних мотор-коліс.
Для перевезення важкої артилерії впродовж 1916–1918 років виготовили п'ять автопоїздів С-Zug з повнопривідним тягачем М16, який використовували для буксирування низькорамних причепів-лафетів для артилерії калібру 380–420 мм — важкої 24-см гармати М16, 38-см гаубиці М.16, 42-см гаубиці М14. На тягачі М16 встановили 6-циліндровий мотор об'ємом 20,32 літри, потужністю 150 к.с, який приводив у дію електрогенератор. Від нього по кабелях електрична енергія передавалась мотор-колеса тягача і на чотиривісний причеп з 8 мотор-колесами конструкції Фердинанда Порше. По дві осі причепу кріпились до переднього чи заднього поворотних візків. При вазі 15 т причеп перевозив до 27 т вантажу. Загальна маса причепів сягала 44 т. Автопоїзд на дорозі розвивав швидкість 16 км/год при витраті палива 300 л на 100 км. При потребі колеса можна було перелаштувати для пересування залізницею, де він пересувався з швидкістю 27 км/год. При необхідності проїзду через міст з незначною вантажопідйомністю Тягач від'єднували від причепа і розмотували кабель до причепу. Тягач самостійно переїздив міст, після чого його долав причеп.
За деякими даними автопоїзди з гарматами використовував Вермахт у 1940-х роках при облозі Ленінграду.